# Carl Colpaert
Carl-Jan Colpaert és un director, productor i guionista de cinema nord-americà.

## Primers anys
Carl-Jan Colpaert va néixer a Kortrijk, Flandes Occidental, Bèlgica del pare Roger Colpaert, que era membre del comitè executiu de Bekaert i la seva mare, Marie- Therese Soens. És el segon de quatre fills, Ann Colpaert, Chris Colpaert i Tom Colpaert. Carl Colpaert va assistir a la Universitat Catòlica de Lovaina i al National Radio and Film Institute de Brussel·les. Es va traslladar a Los Angeles el 1983 per assistir a l'The American Film Institute. Va començar la seva carrera professional com a editor de pel·lícules per Roger Corman.Va fundar l'empresa de producció i distribució Cineville el 1990 amb Christoph Henkel.
Colpaert va debutar com a director l'any 1991 amb Delusion, que va coescriure amb Kurt Voss. Tres anys més tard va dirigir The Crew en un esforç de direcció que Variety va anomenar "equivocat". Drowning on Dry Land, una pel·lícula de 1999 que va escriure i dirigir, va dibuixar elogis a Barbara Hershey i crítiques per un guió que va fer que la pel·lícula fos "destinada a mitja polzada". La seva pel·lícula de 2004 The Affair va ser criticada de la mateixa manera, i Variety la va anomenar un "drama indie per vídeo domèstic que recorda el producte pseudoartístic més pretensiós dels anys 60 i 70".
Dos anys després la seva pel·lícula G.I. Jesús, sobre un marine que tornava de la Guerra de l'Iraq, va guanyar el Gran Premi del Jurat a CineVegas. Va ser ressenyada per Matt Zoller Seitz a The New York Times com "tan impressionant en tantes maneres que exigeix que s'hagi de prendre seriosament".
Colpaert té una estrella al passeig de la fama a Ostende

## Vida personal
Colpaert resideix a Malibu, Califòrnia. Té dues filles, Jacqueline Dufwa-Colpaert (nascuda a Nova York) i Celine Colpaert (nascuda a Santa Mònica), (Yves Dessca és el padrí de Celine).

## Filmografia seleccionada

### Productor
- Gas Food Lodging (1992) - Columbia Tristar
- Mi Vida Loca (1993) - Sony Classics
- Swimming with Sharks (1994) - Lionsgate
- Cafe Society  (1995) - Showtime
- The Whole Wide World (1996) - Sony Classics
- Nevada (1997) - Columbia Tristar
- The Velocity of Gary (1997) - Columbia Tristar
- Hurlyburly (1997) - New Line Cinema
- Where Eskimos Live (2000) - Cineville
- Mrs. Palfrey at the Claremont"" (2006) - Cineville/ BBC
- Disconnected (2016) - Warner Bros.
- Female Fight Club (2017) - Lionsgate
- Afterward (pel·lícula) (2020) - Lionsgate
- Paul Is Dead(2021) - Cineville
- Yucatan (fpel·lícula) (2021) - Lionsgate

### Director
- In the Aftermath (1988) – New World International[10]
- Delusion (1991) – Columbia Tristar[11]
- The Crew (1994) – Lionsgate
- Drowning on Dry Land (1999) -Unipix
- Façade (2000) – Sony
- The Affair (2004) – Cineville
- G.I. Jesús (2006) – Cineville[9]
- Black Limousine (2012) – Anchor Bay Films
- Something About Her (2020) – Cineville
- Diamonds In the Sky (2021) - Cineville